# Lobophytum crebriplicatum
Lobophytum crebriplicatum is een zachte koraalsoort uit de familie Alcyoniidae. De koraalsoort komt uit het geslacht Lobophytum. Lobophytum crebriplicatum werd in 1886 voor het eerst wetenschappelijk beschreven door Von Marenzeller. 